# Rangaunu Harbour
Der Rangaunu Harbour ist ein Naturhafen an der Westküste der Northland Peninsula auf der Nordinsel von Neuseeland.

## Geographie
Der Rangaunu Harbour befindet sich südliche des Beginns der Aupōuri Peninsula rund 20 km nördlich von Kaitaia. Westlich wird der Naturhafen, der rund 15 km in das Landesinnere hinein reicht, eine Breite von rund 11 km besitzt, schätzungsweise über eine Uferlinie von 70 km verfügt und eine Fläche von 97 km2 umfasst, von der Karikari Peninsula begrenzt. 53 % des Hafengebietes fällt bei Ebbe trocken und besteht aus Sand und Schlick, wobei insgesamt 3,1 Hektar als Mangroven-Gebiet eingeordnet werden kann. Der Hafeneingang ist gut 1,3 km breit und mit 10 m die tiefste Stelle des Gewässers.
Der Rangaunu Harbour mündet am Kotiatia Point in die Rangaunu Bay und damit in den Pazifischen Ozean. Im Hafenzugang befindet sich Walker Island, eine 1,3 km lange aus Sand bestehende Insel. Mit Omaia Island, Okatakata Island und Motukaraka Island befinden sich drei weitere Inseln im südlichen Teil des Naturhafens. Den größten Wasserzulauf mit rund 8 m3/s. bekommt der Rangaunu Harbour durch den Awanui River, der von Süden von Awanui kommend den Hafen speist.
Der New Zealand State Highway 1 führt in einer Entfernung von etwa 2 km am West- und Südwestufer entlang und der New Zealand State Highway 10 tangiert das Hafengebiet im Süden und Südosten. Am Südwestufer befindet sich die kleine Siedlung Paparore und am Nordwestufer die Siedlung Kaimaumau. Die Siedlungen Waiharara, Awanui, Kaingaroa und Lake Ohia umsäumen das Hafengebiet in einiger Distanz von West nach Ost.
Administrativ gehört der Rangaunu Harbour zum Far North District der Region Northland.

## Geologie
Der Rangaunu Harbour entstand hinter einer Serie von Buchten, die sich durch Sandablagerungen zwischen vulkanischen Aufschlüssen, wie den der Karikari Peninsula, gebildet hatten. Im Westen sind dies die Sandablagerungen des Ninety Mile Beach, im Norden die des East Beach und im Osten die des Tokerau Beach.